# Carmen Consoli

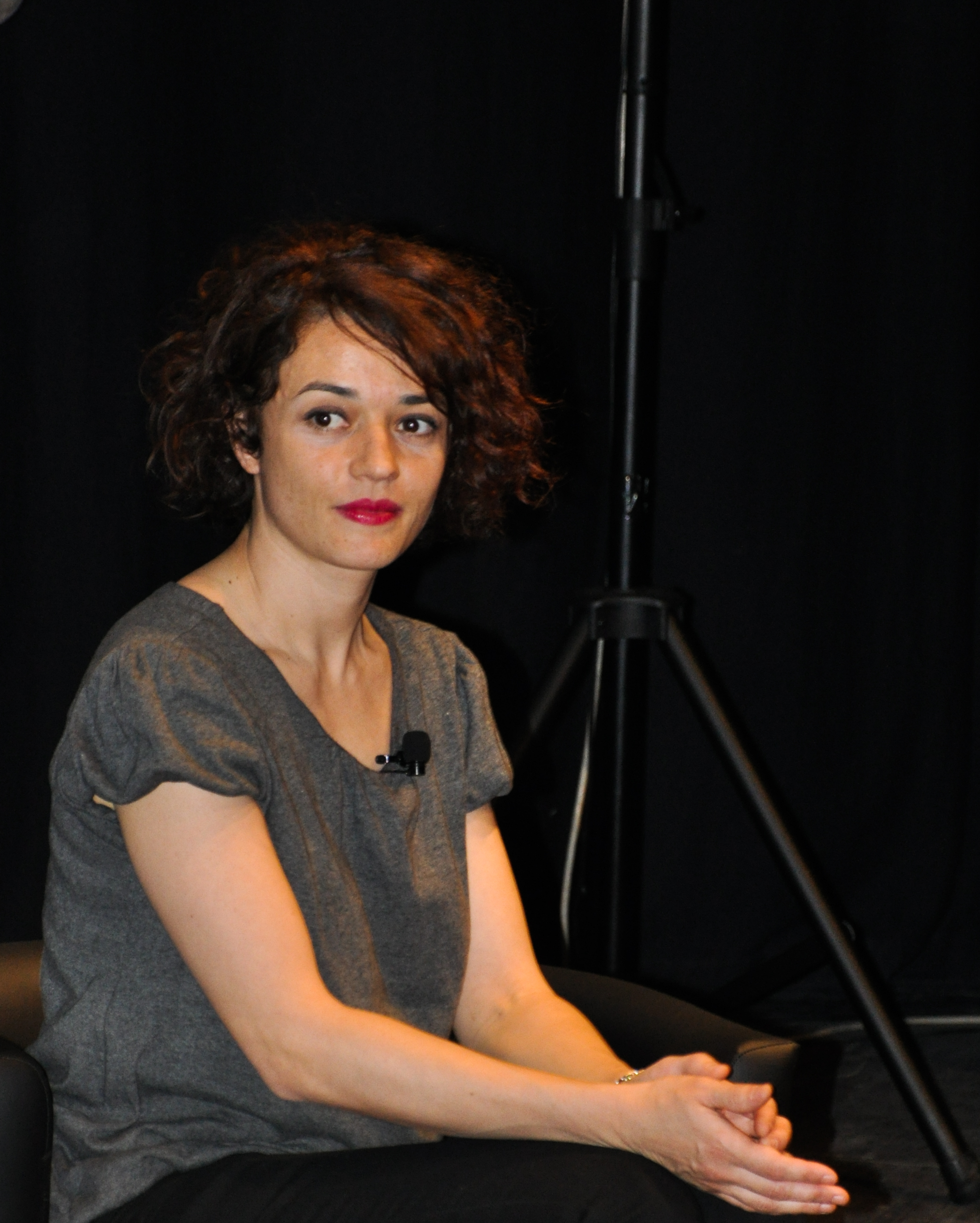
Carmen Consoli el 2010

Carmen Carla Consoli, també coneguda amb el sobrenom la cantantessa (Catània, Sicília, 4 de setembre de 1974) és una cantautora, guitarrista i compositora italiana. Es va revelar el 1996 al Festival de Sanremo amb la cançó "Amore di plastica" i disc rere disc s'ha revelat com la representant d'un rock alternatiu però comercial. D'ençà del començament de la seva carrera ha venut més de 2 milions de discos a Itàlia i ha estat guardonada amb 11 discos de platí i dos discos d'or.

## Discografia
- Due parole (1996)
- Confusa e Felice (1997)
- Mediamente isterica (1998)
- Stato di necessità (2000)
- État de nécessité (2001, versió francesa de "Stato di necessità")
- L'Anfiteatro e la bambina impertinente (2001)
- L'Eccezione (2002)
- Carmen Consoli (2002/2003, versió anglesa de L'eccezione)
- Un sorso in più (2003)
- Eva contro Eva (2006)
- Mediamente isterica - Deluxe Edition (2008)
- L'uomo che ama (2008)
- Elettra (2009)
- Per niente stanca (2010)
- L'abitudine di tornare (2015)
- Eco di sirene (2018)
- Volevo fare la Rockstar (2021)